# 艾利克托
艾利克托（英語：Erichtho）是古罗马文学中的女巫和魔法师形象，来自希腊第二大岛忒萨洛尼卡，在古罗马诗人卢坎的著名诗集《法撒利尔》第六卷中她首次被创造出来，在诗中她向Sextus Pompeius预言了法撒利尔战役的结果。

## 影響作品
在但丁的《神曲》地狱篇第九曲中，维吉尔作为叙述者，提及艾利克托曾胁迫他下至地狱最后一层带出一个灵魂来预言法撒利尔战役。歌德的《浮士德》第二部第二场中，艾利克托也作为预言者出现在瓦尔普吉斯之夜的法撒利尔战场上，她故意混淆历史，将古希腊神话古风时期、古罗马内战时期和古希腊解放战争时期的情节和歌德所在时代的历史事件搅在一起，当浮士德、魔鬼梅菲斯特和人造生命何蒙库鲁兹赶到时，她匆忙逃跑。此外，艾利克托的形象也对莎士比亚在《麦克白》中女巫形象的塑造有所影响。

## 外部連結
- Brian Clark, The Witches of Thessaly. （页面存档备份，存于）
- Witches of Antiquity: Erichtho[永久]